# Парламент Казахстана
Парламент Республики Казахстан (каз. Қазақстан Республикасының Парламенті) — высший представительный орган Республики Казахстан, осуществляющий законодательные функции. Парламент состоит из двух палат — Сената и Мажилиса.

## История

### Однопалатный парламент
Казахстанский парламент пришёл на смену однопалатному органу представительной власти — Верховному Совету, который впервые был сформирован в 1938 году на основе Конституции Казахской ССР 1937 года, а затем формировался на основе Конституции Казахской ССР 1978 года и Конституции Республики Казахстан 1993 года. За время своего существования Верховный Совет избирался тринадцать раз.
В начале 1990-х годов начались разногласия между президентом Казахстана Нурсултаном Назарбаевым и депутатами Верховного Совета. Бо́льшая часть депутатов в то время не работала постоянно в Верховном Совете и совмещали обязанности параллельно с основной работой, а президент выступал за необходимость профессионального парламента. Зачастую депутаты Верховного Совета XII созыва принимали решения, не подкреплённые финансовыми фондами, назначали выплаты, на которые не было денег в бюджете. Из-за чего в итоге была накоплена большая задолженность по социальным выплатам. По воспоминаниям первого президента Казахстана в книге «Моя жизнь. От зависимости — к свободе»:
Неработающие законы вредят имиджу государства. У стен Парламента то и дело люди собирались на протестные митинги. Несколько раз некоторые их участники объявляли голодовку. Депутаты выходили к ним, разводили руками: «К нам какие претензии? Мы приняли закон, в котором об этом чётко сказано, требуйте у правительства исполнения закона». Выразив кое-что из своих мыслей, они возвращались в кабинеты. Именно в то время были приняты такие нормы законов, как выход на пенсию в 45 лет доярок и трактористов. Конечно, труд доярок и трактористов нелёгок и почётен, но если мы будем так продолжать, то где взять средства на их пенсию?.. Пока экономика не развита должным образом, пока казна пуста, пока нет возможности платить пенсии и зарплаты, от подобных законов больше вреда, чем пользы… Позже депутаты и сами убедились, что подобная щедрость за счёт государства пока неуместна, из соответствующих законов были изъяты подобные иррациональные нормы.
Одной их главных задач Верховного Совета XII созыва было принятие первой конституции независимого Казахстана. В стенах парламента были сильные дискуссии. В частности, не была принята идея первого президента о создании двухпалатного парламента, а также статья о роспуске парламента. 28 января 1993 года Верховный Совет принял Конституцию Казахстана с однопалатным парламентом. Председателем Верховного Совета XII созыва был Серикболсын Абдильдин, который решил проводить независимую от президента политику. Но в отличие от соседней России, где конституционный кризис вылился в кровопролитные столкновения, в Казахстане всё закончилось самороспуском парламента.
Президент заявлял, что парламент чинит препятствия для развития реформ, и некоторые депутаты также говорили о необходимости роспуска всех советов. 16 ноября 1993 года Алатауский районный совет депутатов города Алма-Аты написал обращение к депутатам всех уровней, в котором назвал советы «синонимом прежнего режима»:
Советы во многом остаются синонимом прежнего режима и старой идеологии. Тесные рамки безнадёжно устаревающих законов, регулирующих работу представительской системы, снижение интереса самого депутатского корпуса к своей работе усилили оторванность Советов от реальной жизни. Всё яснее становится их неспособность реализовать волю избирателей. И это не вина депутатского корпуса. Причина в ином — в принципиальной ущербности модели полновластия Советов, в её полной неадекватности реалиям сегодняшнего дня.
Депутаты советов всех уровней, вплоть до Верховного Совета, начали слагать с себя полномочия. Менее чем за полтора месяца система советов в республике самоликвидировалась — более 25 % депутатов советов сложили свои полномочия. В декабре 1993 на сессии Верховного Совета было принято решение о его самороспуске и передаче всех полномочий до новых выборов президенту. В то время были критики, которые обвиняли в этом президента. Например, депутат Верховного Совета Людмила Филаретова открыто заявила, что идея роспуска парламента принадлежит президенту, но в последующем принесла извинения за эти слова. Заманбек Нуркадилов (в то время — глава администрации города Алма-Аты) в одном интервью утверждал, что идея роспуска принадлежала ему:.
Тогда юридическим отделом горакимата заведовала Загипа Балиева. Я попросил её принести все юридические документы, касающиеся Верховного Совета. И среди всего прочего я увидел закон о местных Советах. И сразу вспомнил Устав КПСС, в котором было сказано, что основой партии являются первичные организации. Значит, по аналогии основной Верховного Совета являлись низовые органы представительской власти. И я начал с Совета Алатауского района Алматы. На следующий день «самораспустились» ещё семь районных советов и горсовет. Затем этот «почин» подхватила Караганда, после неё процесс пошёл по всей стране.
7 марта 1994 года состоялись выборы в новый парламент, состоящий из 177 профессиональных депутатов. Максимальное количество голосов набрали Союз народного единства (32), Народный конгресс Казахстана (22), Социалистическая партия Казахстана (12), Федерация профсоюзов (12). Председателем Верховного Совета стал писатель Абиш Кекилбаев. Заседания Верховного Совета XIII созыва были очень конфликтными, в результате за 1 год работы парламент принял всего 7 законов. В газете «Казахстанская правда» была опубликована статья журналиста Татьяны Квятковской о том, что в Абылайханском избирательном округе города Алма-Аты были нарушены требования Кодекса о выборах. Квятковская баллотировалась по данному округу, но не прошла. Жалоба долго рассматривалась, и в итоге Конституционный суд принял решение, что Центральная избирательная комиссия нарушила конституцию, превысив свои полномочия. Согласно дополнительному комментарию Конституционного суда парламент страны признавался не соответствующим конституции. 11 марта 1995 года президент Назарбаев подписал указ «О мерах, вытекающих из постановления Конституционного суда», на основании этого указа парламент был объявлен распущенным.

### Двухпалатный парламент

Здания Мажилиса и Сената парламента Казахстана

30 августа 1995 года прошёл референдум о новой Конституции Казахстана. За неё голосует 89,14 % пришедших на участки избирателей. Новый основной закон страны провозгласил Казахстан президентской республикой, а парламент был утверждён в качестве двухпалатного. На первых выборах в Мажилис в 1995 году больше всего из 67 мандатов выиграли Партия народного единства Казахстана (25) и Демократическая партия Казахстана (12). В 1999 году из 77 мест больше всего (23) заняла пропрезидентская Республиканская политическая партия «Отан». В 2004 году из 77 мест «Отан» занял 42 мандата.
В августе 2007 года прошли выборы в Мажилис Парламента Казахстана, победу на которых одержала партия «Нур Отан», возглавляемая президентом Казахстана Нурсултаном Назарбаевым, набрав 88,05 % голосов. Остальные партии не преодолели семипроцентный барьер.
16 ноября 2011 года президент Казахстана Нурсултан Назарбаев подписал указ «О роспуске Мажилиса Парламента Республики Казахстан четвёртого созыва и назначении внеочередных выборов депутатов Мажилиса Парламента Республики Казахстан», согласно которому Мажилис была распущен, выборы депутатов, избираемых населением по партийным спискам, были назначены на 15 января 2012 года, а депутатов, избираемых от Ассамблеи народа Казахстана, — на 16 января. По итогам выбором семипроцентный порог преодолели 3 партии.
20 января 2016 года президент Казахстана Нурсултан Назарбаев подписал указ «О роспуске Мажилиса Парламента Республики Казахстан пятого созыва и назначении внеочередных выборов депутатов Мажилиса Парламента Республики Казахстан», согласно которому нижняя палата парламента была распущена, выборы депутатов, избираемых населением по партийным спискам, были назначены на 20 марта 2016 года, а депутатов, избираемых от Ассамблеи народа Казахстана, — на 21 марта. Выборы в Мажилис Парламента Республики Казахстан шестого созыва состоялись 20 марта 2016 года. В них приняли участие шесть политических партий, три из которых, набрав более 7 % голосов избирателей, прошли в состав Мажилиса Парламента: «Нур Отан» (82,20 % голосов), Демократическая партия Казахстана «Ак жол» (7,18 %), Коммунистическая народная партия Казахстана (7,14 %).
В 2021 году впервые за 16 лет прошли не досрочные, а очередные выборы в Мажилис. По итогам выборов в нижнюю палату прошли 3 партии: «Нур Отан» (71,09 % голосов), Демократическая партия Казахстана «Ак жол» (10,95 %), Народная партия Казахстана (9,1 %).
По итогам референдума 2022 года в конституцию Казахстана были внесены изменения: 70 % депутатов Мажилиса избираются по партийным спискам, а 30 % — по одномандатным округам. Также в рамках политических реформ президента Казахстана Касым-Жомарта Токаева в Законе «О выборах» была снижена планка для прохождения партий в Мажилис с 7 до 5 %. Число депутатов нижней палаты Парламента сократилось до 98 (в предыдущем созыве их было 107) за счёт исключения права Ассамблеи народа Казахстана выбирать депутатов Мажилиса. При этом Ассамблея получила право представить 5 человек на утверждение президенту для их назначения сенаторами. В 2023 году прошли внеочередные выборы депутатов Мажилиса, по итогам которых в Мажилис прошли 6 политических партий: «Аманат» (53,9 % голосов), «Ауыл» (10,9 %), «Respublica» (8,59 %), Демократическая партия Казахстана «Ак жол» (8,41 %), Народная партия Казахстана (6,8 %), Общенациональная социал-демократическая партия (5,2 %)

## Порядок формирования
Парламент Казахстана состоит из двух Палат: Сената и Мажилиса, действующих на постоянной основе:
- Сенат (50 мест). Сенат образуют депутаты, представляющие по два человека от каждой области, города республиканского значения и столицы Республики Казахстан, избираемых косвенными выборщиками. Десять депутатов Сената (из которых 5 депутатов по представлению Ассамблеи народа Казахстана) назначаются Президентом республики. Срок депутатских полномочий — 6 лет, при этом половина избираемых депутатов Сената переизбирается каждые 3 года.
- Мажилис (98 мест). Мажилис избирается на выборах по смешанной избирательной системе: по системе пропорционального представительства (партийные списки с пятипроцентным заградительным барьером по общенациональному округу, 69 мест) и по мажоритарной системе — по одномандатным территориальным избирательным округам (29 мест). Срок полномочий депутатов Мажилиса — 5 лет[5].

Срок полномочий Парламента определяется сроком полномочий депутатов Мажилиса очередного созыва. Полномочия Парламента начинаются с момента открытия его первой сессии и заканчиваются с началом работы первой сессии Парламента нового созыва.
Депутат Парламента не может быть одновременно членом обеих Палат. Депутатом Сената может быть лицо, достигшее тридцати лет, имеющее высшее образование и стаж работы не менее пяти лет, постоянно проживающее на территории соответствующей области, города республиканского значения либо столицы Республики не менее трёх лет. Депутатом Мажилиса может быть лицо, достигшее двадцати пяти лет.
Полномочия депутата Парламента прекращаются в случаях подачи в отставку, его смерти, признания депутата по вступившему в законную силу решению суда недееспособным, умершим или безвестно отсутствующим и иных предусмотренных Конституцией и конституционным законом случаях. Депутат Парламента лишается своего мандата при его выезде на постоянное место жительства за пределы Казахстана, вступлении в законную силу в отношении его обвинительного приговора суда, утрате гражданства Республики Казахстан. Депутат Мажилиса Парламента лишается своего мандата при выходе или исключении депутата из политической партии, от которой в соответствии с конституционным законом он избран на основе партийного списка; прекращении деятельности политической партии, от которой в соответствии с конституционным законом депутат избран на основе партийного списка; отзыве избирателями в порядке, определяемом конституционным законом, депутата, избранного по одномандатному территориальному избирательному округу. Полномочия назначенных депутатов Сената Парламента могут быть досрочно прекращены по решению Президента Республики. Полномочия депутатов Парламента и Мажилиса Парламента прекращаются в случаях роспуска соответственно Парламента или Мажилиса Парламента.